# Heebie Jeebies
«Heebie Jeebies» es una composición escrita por Boyd Atkins y que alcanzó fama mundial al ser grabada por Louis Armstrong en 1926. La grabación de la banda Louis Armstrong and his Hot Five para Okeh Records incluye uno de los estribillos más famosos de scatting.
La leyenda popular (cuyo aparente origen es una afirmación de Richard M. Jones en los años 30) dice que Louis Armstrong dejó caer sus notas mientras grababa la canción y entonces, al no disponer de la letra, comenzó a cantar de forma improvisada, creando el subgénero y técnica de scatting. Mientras Heebie Jeebies es una de las muestras más importantes de scat temprano, se ha desmentido esta leyenda pues el estilo ya se usaba en fechas tan tempranas como los años 10, a la par de la música de ragtime y también se conocen algunas grabaciones de jazz anteriores que muestran la técnica. Sin embargo, fue la creatividad de Armstrong al usar el scatting lo que causó una gran impresión al publicarse esta grabación.
En sus últimos años, se le preguntaba a Armstrong con frecuencia acerca de la anécdota de las notas y éste daba respuestas contradictorias. Posiblemente cansado de negar una y otra vez la historia, empezó a usar frases ambiguas como «Así me han dicho que se inició el scatting».
Posteriormente, durante los años 20 y los 30, se hicieron otras grabaciones de la canción. Las Boswell Sisters interpretaron la pieza en la radio, así como en la película The Big Broadcast.